# NGC 5597
NGC 5597 је спирална галаксија у сазвежђу Вага која се налази на NGC листи објеката дубоког неба.
Деклинација објекта је - 16° 45' 48" а ректасцензија 14h 24m 27,4s. Привидна величина (магнитуда) објекта NGC 5597 износи 12,0 а фотографска магнитуда 12,7. Налази се на удаљености од 38,6000 милиона парсека од Сунца. NGC 5597 је још познат и под ознакама MCG -3-37-2, VV 446, IRAS 14216-1632, PGC 51456.